# José dos Santos Ferreira
José Inocêncio dos Santos Ferreira (Macao, 28 de julio de 1919 - Hong Kong, 24 de marzo de 1993) conocido como Adé, fue un poeta de Macao. 
De madre macaense y padre portugués, publicó gran parte de su obra en patois (criollo portugués).

## Obra
- Escandinávia, Região de Encantos Mil (1960)
- Macau sa Assi (en patois) (1968)
- Qui Nova, Chencho (en patois) (1974)
- Papiá Cristâm di Macau: Epitome de gramática comparada e vocabulário : dialecto macaense (1978)
- Bilhar e Caridade (poemario) (1982)
- Camões, Grándi na Naçám (en patois) (1982)
- Poéma di Macau (poemario, en patois) (1983)
- Macau di tempo antigo: Poesia e prosa:  dialecto macaense (1985).
- Nhum Vêlo (en patois) (1986)